# Woltersburg
Woltersburg ist ein Ortsteil der Hansestadt Uelzen im niedersächsischen Landkreis Uelzen.

## Geografie und Verkehrsanbindung
Der Ort liegt nordöstlich des Kernbereichs von Uelzen.
Die Wipperau fließt am westlichen Ortsrand, westlich liegt der Oldenstädter See und weiter westlich fließt der Elbe-Seitenkanal.
Die B 191 und die B 493 verlaufen südlich.

## Kultur und Sehenswürdigkeiten
- Burg Woltersburg